# Pruna
Pruna est une commune située dans la province de Séville de la communauté autonome d’Andalousie en Espagne.

## Géographie

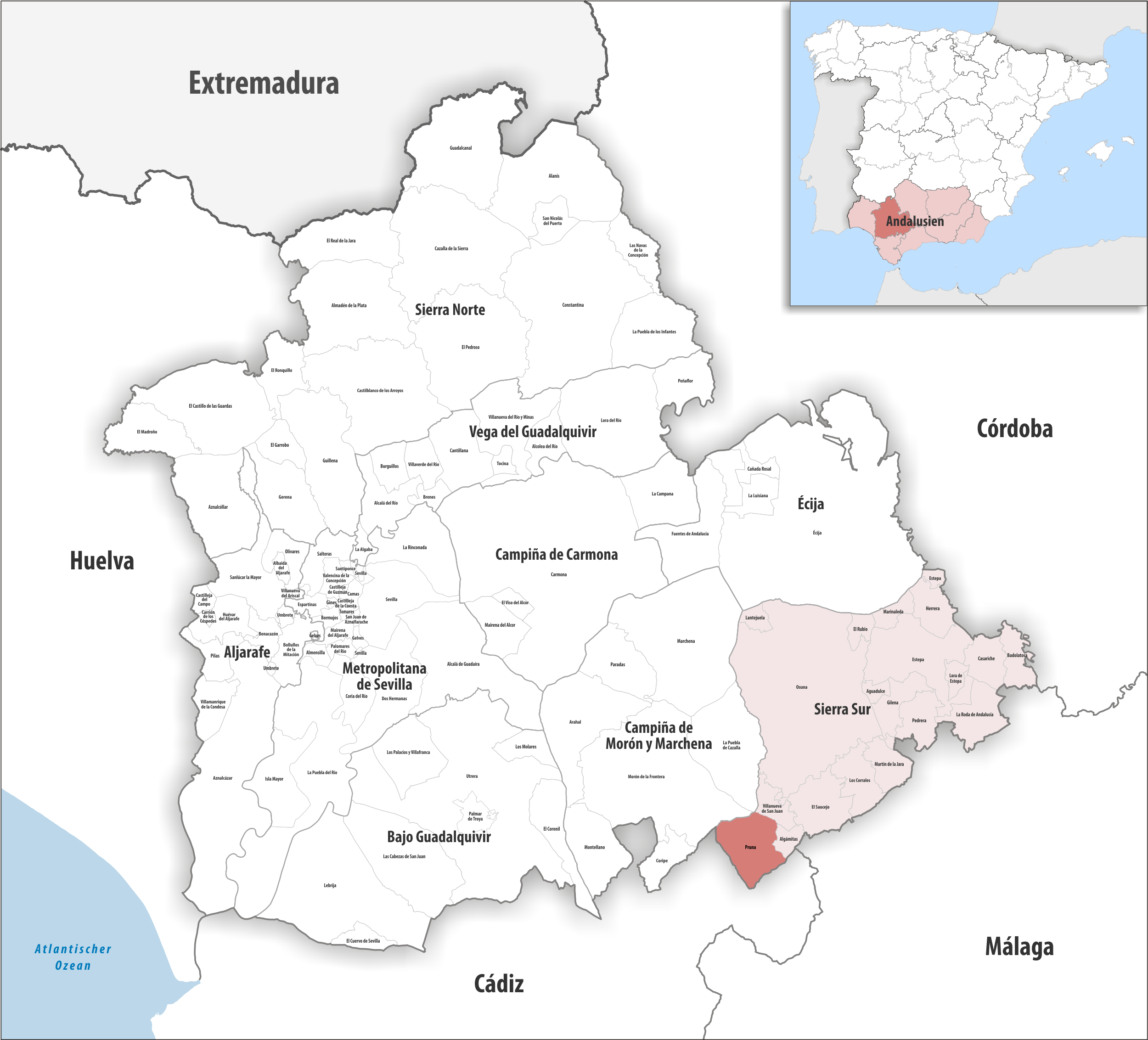
Pruna dans la comarque Sierra sud de Séville, province de Séville / en Andalousie

### Localisation
La commune de Pruna est dans la pointe sud-ouest de la comarque de Sierra sud de Séville, en limite sud de la province de Séville. Elle jouxte trois communes de la province de Cadix au sud.
Séville est à 91 km au nord-ouest ;
Malaga est à 112 km est-sud-est ;
Marbella à 105 km sud-sud-est ;
Algésiras et Gibraltar sont à 157 km sud ;
Jerez de la Frontera à 108 km sud-ouest ;
Cadix à 137 km au sud-ouest (distances par route).

## Administration
| Période                                  | Période | Identité | Étiquette | Qualité |
| ---------------------------------------- | ------- | -------- | --------- | ------- |
| N/A                                      | N/A     | N/A      | N/A       | Maire   |
| Les données manquantes sont à compléter. |         |          |           |         |